# Deutsche Opferhilfe
Die Deutsche Opferhilfe e.V. ist ein gemeinnütziger Verein mit Hauptsitz in Frankfurt am Main mit dem Ziel, qualifizierte Hilfe Opfern von Gewalt- und Straftaten zukommen zu lassen.
Der Verein ist in der Lage, durch eigene oder verbundene Juristen, Psychologen, Sozialarbeiter, aber auch engagierte Laien, Opfern zu helfen. Dabei umfasst das Spektrum die Betreuung ab der Straf- oder Gewalttat über gemeinsame Besuche bei eingeschalteten Behörden, Polizeidienststellen, psychologische und psychiatrische Hilfeleistung bis hin zur sozialrechtlichen Durchsetzung von Entschädigungsansprüchen nach dem Opferentschädigungsgesetz. Alle Leistungen des Vereins sind absolut kostenlos und dienen ausschließlich der Hilfe und Unterstützung.